# 프란소 하리리 스타디움
프란소 하리리 스타디움(쿠르드어: یاریگای فرانسۆ ھەریری)은 이라크 아르빌에 위치한 다목적 경기장이다. 현재 축구 경기에 주로 사용되고 있다. 수용 인원은 35,000명이다.

## 같이 보기
- 두호크 스타디움